# Vicepresidente de la Junta de Galicia
La Vicepresidencia de la Junta de Galicia (en galego , Vicepresidencia da Xunta de Galicia) es un organismo del gobierno gallego encargado de desempeñar las funciones del presidente en su ausencia. Pueden compaginar varios cargos desde consejerías, competencias particulares (o portavocías).
El actual vicepresidente es Diego Calvo Pouso, que asumió las competencias sustituyendo al anterior vicepresidente Francisco Conde López, el 15 de junio de 2023.

## Vicepresidentes de la Junta
En algunas legislaturas ha habido más de un vicepresidente. Por lo tanto, los que se muestran a continuación ejercieron el cargo de vicepresidente o vicepresidente primero de la Junta de Galicia.
| Legislatura | Gobierno           | Vicepresidente de la Junta | Vicepresidente de la Junta | Vicepresidente de la Junta | Inicio del mandato       | Fin del mandato                 | Consejería asociada                               |
| ----------- | ------------------ | -------------------------- | -------------------------- | -------------------------- | ------------------------ | ------------------------------- | ------------------------------------------------- |
| I (1981)    | Fernández Albor I  | 1º                         |                            | José Manuel Romay Beccaría | 22 de enero de 1982      | 7 de enero de 1983              | Ninguna                                           |
| I (1981)    | Fernández Albor I  | 2º                         |                            | José Luis Barreiro Rivas   | 7 de enero de 1983       | 3 de marzo de 1986              | Presidencia                                       |
| II (1985)   | Fernández Albor II | 2º                         | 3 de marzo de 1986         | José Luis Barreiro Rivas   | 4 de noviembre de 1986   |                                 | Presidencia                                       |
| II (1985)   | Fernández Albor II | 3º                         |                            | Mariano Rajoy Brey         | 4 de noviembre de 1986   | 29 de septiembre de 1987        | Ninguna                                           |
| II (1985)   | González Laxe      | 4º                         |                            | José Luis Barreiro Rivas   | 29 de septiembre de 1987 | 29 de julio de 1988             | Ninguna                                           |
| II (1985)   | González Laxe      | 5º                         | Javier Suárez Vence        | Javier Suárez Vence        | 29 de julio de 1988      | 5 de febrero de 1990            | Ninguna                                           |
| III (1989)  | Fraga I            | Cargo disuelto             | Cargo disuelto             | Cargo disuelto             | 5 de febrero de 1990     | 11 de diciembre de 1993         | Ninguna                                           |
| IV (1993)   | Fraga II           | Cargo disuelto             | Cargo disuelto             | Cargo disuelto             | 11 de diciembre de 1993  | 10 de diciembre de 1997         | Ninguna                                           |
| V (1997)    | Fraga III          | Cargo disuelto             | Cargo disuelto             | Cargo disuelto             | 10 de diciembre de 1997  | 17 de diciembre de 2001         | Ninguna                                           |
| VI (2001)   | Fraga IV           | Cargo disuelto             | Cargo disuelto             | Cargo disuelto             |                          |                                 | Ninguna                                           |
| VI (2001)   | Fraga IV           | Cargo disuelto             | Cargo disuelto             | Cargo disuelto             | 17 de diciembre de 2001  | 10 de septiembre de 2004        | Ninguna                                           |
| VI (2001)   | Fraga IV           | 6º                         |                            | Alberto Núñez Feijóo       | 10 de septiembre de 2004 | 4 de agosto de 2005             | Política Territorial, Obras Públicas y Vivienda   |
| VII (2005)  | Pérez Touriño      | 7º                         |                            | Anxo Quintana              | 4 de agosto de 2005      | 20 de abril de 2009             | Competencias en Igualdad y Bienestar              |
| VIII (2009) | Feijóo I           | Cargo disuelto             | Cargo disuelto             | Cargo disuelto             | 20 de abril de 2009      | 3 de diciembre de 2012          | Ninguna                                           |
| IX (2012)   | Feijóo II          | 8º                         |                            | Alfonso Rueda              | 3 de diciembre de 2012   | 14 de noviembre de 2016         | Presidencia, Justicia y Administraciones Públicas |
| X (2016)    | Feijóo III         | 8º                         | 14 de noviembre de 2016    | Alfonso Rueda              | 7 de septiembre de 2020  |                                 | Presidencia, Justicia y Administraciones Públicas |
| XI (2020)   | Feijóo IV          | 8º                         | 7 de septiembre de 2020    | Alfonso Rueda              | 16 de mayo de 2022       | Presidencia, Justicia y Turismo |                                                   |
| XI (2020)   | Rueda I            | 9º                         |                            | Francisco Conde López      | 14 de mayo de 2022       | 15 de junio de 2023             | Economía, Industria e Innovación                  |
| XI (2020)   | Rueda I            | 10º                        |                            | Diego Calvo Pouso          | 15 de junio de 2023      | 14 de abril de 2024             | Presidencia, Justicia y Deportes                  |